# Belsito
Belsito  község (comune) Olaszország Calabria régiójában, Cosenza megyében.

## Fekvése
A megye déli részén fekszik. Határai: Altilia, Carpanzano, Malito, Marzi és Paterno Calabro.

## Története
A települést a 16. század elején alapították. A nevét a legendák szerint V. Károly királytól kapta, aki a vidéken járva elcsodálkozott a természeti szépségek láttán (bel sito jelentése szép vidék). 1819-ben vált önálló községgé, amikor a Nápolyi Királyságban felszámolták a feudalizmust. 1928 és 1937 között Malito része volt.

## Népessége
A népesség számának alakulása:

## Főbb látnivalói
- San Giovanni Battista-templom